# 万腾卿
万腾卿（1947年—），男，祖籍山东郯城县，出生于上海市，中国美术家协会会员，中国版画家协会会员。

## 生平
1975年毕业于安徽师范大学艺术系版画专业并留校工作，历任艺术系中国画教研室主任，美术学院艺术设计系主任，美术学院副教授。
作品参加第六、七、八、九届全国美术作品展，第八、九、十一、十二、十四、十五届全国版画展。版画《时鲜》获第九届全国美展铜奖，并被上海美术馆收藏。版画《静物》获第九届全国版画展“优秀作品奖”。1994年获“安徽省徐悲鸿教育基金会首届美术奖”，1999年获中国版画家协会“鲁迅版画奖”，2000年获“安徽版画功劳杯奖”。